# کاستانو پریمو
کاستانو پریمو (به ایتالیایی: Castano Primo) یک کومونه در ایتالیا است که در استان میلان واقع شده‌است.

## خصوصیات
کاستانو پریمو ۱۹٫۱ کیلومترمربع مساحت و ۱۰٬۷۸۱ نفر جمعیت دارد و ۱۸۷ متر بالاتر از سطح دریا واقع شده‌است.